# Gaston Niezab
Gaston Niezab, pseudonyme de Gaston Niezabytowski (Paris, 17 juin 1886 - Lagny-sur-Marne, 30 août 1955), est un dessinateur français de bandes dessinées.

## Biographie
Gaston Niezab devient illustrateur en 1912 pour L'Intrépide et Le Petit Illustré. Il publie ses premières bandes dessinées au cours des années 1930, notamment pour plusieurs titres des Éditions modernes, dont il devient la « cheville ouvrière ».
Après la Seconde Guerre mondiale, il travaille notamment pour Cœurs vaillants et les éditions Artima. À partir de juillet 1946, il fait paraître la première bande française à suivre dans le quotidien France-Soir.